# Ghiacciaio Conca
Il ghiacciaio Conca (in inglese Punchbowl Glacier) è un ghiacciaio situato sulla costa di Oscar II, nella parte orientale della Terra di Graham, in Antartide. Il ghiacciaio, il cui punto più alto si trova 226 m s.l.m., fluisce verso sud scorrendo tra le cime Poibrene e la dorsale Metlichina, fino ad arrivare alla costa settentrionale dell'insenatura Esasperazione, poco a nord del ghiacciaio Coppa.

## Storia
Il ghiacciaio Conca è stato mappato dal British Antarctic Survey, che all'epoca si chiamava ancora Falkland Islands and Dependencies Survey, grazie a fotografie aeree scattate durante varie spedizioni della stessa agenzia svolte tra il 1947 e il 1955, ed è stato così battezzato dal Comitato britannico per i toponimi antartici in associazione con la sua forma, che ricorda quella di una conca da punch.